# Tiripetío
Tiripetío es una localidad del estado mexicano de Michoacán de Ocampo, localizado en el sur del municipio de Morelia.

## Toponimia
Proviene de la castellanización del topónimo p’urhe (Idioma purépecha) "Tiripitio", compuesto de la palabra "tiripiti" que significa oro y del sufijo de residencia "o" para significar "hogar del oro", pero en contexto refiriéndose a que es un lugar dorado.

## Historia
Su fundación se remonta a la época precolombina.

## Geografía
Tiripetío se encuentra localizado en las coordenadas geográficas 19°32′48″N 101°20′54″O / 19.54667, -101.34833 y tiene una altitud de 2 020 metros sobre el nivel del mar, se localiza en el extremo sur del municipio de Morelia, casi en los límites con el municipio de Acuitzio del Canje y a unos 25 kilómetros al suroeste de la capital del estado y cabecera municipal, la ciudad de Morelia, con la que se comunica a través de la Carretera Federal 14 hacia el noreste y hacia el suroeste con las ciudades de Pátzcuaro y Uruapan. De acuerdo a los resultados del Censo de Población y Vivienda realizado en 2010 por el Instituto Nacional de Estadística y Geografía, la población total de Tiripetío es de 2 050 personas, de las que 959 son hombres y 1 091 son mujeres.
El conquistador Pedro de Alvarado fue enterrado en la iglesia de esta localidad brevemente durante La guerra del Mixton. Sus restos después fueron repatriados al Reino de Guatemala
La población de Tiripetío es sede de la Escuela Normal Rural Vasco de Quiroga.